# Unsichtbare Fesseln
Unsichtbare Fesseln (Originaltitel: The Single Standard) ist ein US-amerikanischer Stummfilm mit Greta Garbo unter der Regie von John S. Robertson aus dem Jahr 1929.

## Handlung
Arden Stuart ist eine junge Frau mit eigenen Ideen über Liebe und Moral. Statt der doppelten Moral der Gesellschaft lebt sie nach ihren eigenen Regeln, dem „single standard“ des Originaltitels. Sie hat eine Affäre mit dem Chauffeur ihrer Familie, der Selbstmord begeht, was Arden in einen Skandal verwickelt. Um dem Gerede zu entkommen, lebt sie eine Zeitlang ganz offen mit einem anderen Mann zusammen, dem Künstler und ehemaligen Boxer Packy. Beide kreuzen in der Südsee auf einem Schiff mit dem Namen The All Alone. Nach einiger Zeit wird Packy ihrer überdrüssig, und Arden kehrt zurück nach San Francisco, wo sie den alten Verehrer Tommy heiratet. Sie bekommt ein Kind, doch schon kurze Zeit später versucht Packy, sie wieder für sich zu gewinnen. Tommy, ganz Gentleman, ist bereit, Arden aufzugeben, doch die erkennt, dass ihre wahre Berufung darin liegt, eine gute Mutter und Ehefrau zu sein.

## Hintergrund
Greta Garbo war seit ihrem Debüt im US-amerikanischen Film 1925 zu einem der wichtigsten Stars der MGM aufgestiegen. Von Beginn an baute das Studio Garbo zur Darstellerin exotischer Frauen auf, die für die und an der Liebe leiden. Mit dem Aufkommen des Tonfilms wuchs die Unsicherheit, wie sich die Karriere der Garbo, die Englisch mit schwerem britischen Akzent sprach, entwickeln würde. Wie bei allen Topstars des Studios ließ sich MGM Zeit, die passenden Vehikel für ein Tonfilmdebüt zu finden. So blieb dem Studio das Schicksal von Konkurrent Paramount erspart, die 1928/29 fast ihren kompletten Starbestand austauschen und mit neuen Gesichtern auffüllen mussten.
Während Greta Garbo gezielten Sprachunterricht nahm, produzierte das Studio weiterhin Stummfilme mit ihr, die inhaltlich mehr oder weniger Variationen ihrer bekannten Erfolge waren. Unsichtbare Fesseln nach dem gleichnamigen Roman von Adela Rogers St. Johns präsentierte sie als Amerikanerin, die voll dem Ideal der Roaring Twenties mit ihren Vorstellungen über Moral und Sexualität entspricht. Insoweit verspricht der Eröffnungstitel auch, worum es in dem Film geht:

„Männer taten schon immer, was ihnen gefiel, und Frauen schon immer, was Männern gefiel.“

Sinnigerweise hieß der Verleihtitel in Österreich daher auch passend Gleiche Moral.
Greta Garbo als Frau, die nach eigenen Regeln lebt, war bereits in Eine schamlose Frau aus dem Vorjahr ein Erfolg an der Kinokasse. Ihr Partner Nils Asther hatte sie in Wilde Orchideen, der kurz vorher in den Verleih kam, als javanischer Prinz in sexuelle Bedrängnis gebracht. Die Kritiker lobten daher auch die Chemie zwischen den beiden Schauspielern.  Es gibt in dem Film einige subtile Anspielungen auf das schon bekannte Image der Garbo als Einzelgängerin. So kreuzen Packy und sie auf der Yacht The All Alone durch die Südsee. Arden macht auch gerne Spaziergänge allein durch den Regen, ganz wie es die Klatschpresse gerne über Greta Garbo berichtete.
Die Filmsets sind ganz im Sinne des art déco konzipiert. Die Sets von Cedric Gibbons und die Kostüme von Gilbert Adrian sind elegant und zurückhaltend, ganz dem Stil der Zeit entsprechend. Barry Paris berichtet in seiner Biographie Garbo, dass der gestreifte Hausanzug, den Garbo in der Mitte der Handlung trägt, ihr Lieblingskostüm während der ganzen MGM-Jahre darstellte. Es existiert ein Standfoto, in dem die Schauspielerin in dem besagten Hausanzug neben Adrian posiert. Bei dem Film war Oliver T. Marsh verantwortlicher Kameramann, doch nur bei sehr genauem Hinsehen ergeben sich Unterschiede in der Lichtführung und Aufnahmetechnik gegenüber William H. Daniels, der die vorherigen Filme mit Garbo filmte. Die späteren Filmstars Joel McCrea und Robert Montgomery, damals noch unbekannt, sind in kleinen und im Abspann unerwähnten Nebenrollen zu sehen.

## Kinoauswertung
Der Film wurde am 27. Juli 1929 in den nationalen Verleih gebracht.
Die Produktionskosten von 336.000 US-Dollar entsprachen dem Durchschnittsaufwand für einen Garbo-Stummfilm. Er war an der Kinokasse erfolgreich und spielte in den USA 659.000 US-Dollar und auf den Auslandsmärkten weitere  389.000 US-Dollar, kumuliert 1.048.000 US-Dollar ein. Der Profit belief sich auf 333.000 US-Dollar. Vor dem Hintergrund der talkie craze, dem Sturm der Zuschauer auf Tonfilme, war das ein akzeptables Ergebnis.

## Kritiken
Die Kritiker lobten das originelle Drehbuch und die Chemie zwischen den Hauptdarstellern.
Variety sah in Greta Garbo ein Vorbild für die weibliche Bevölkerung:

„Was einige Mädchen heute bereits tun und viele weitere gerne tun würden, das macht Greta Garbo in ‚Unsichtbare Fesseln‘.“